# Jesperhus
Jesperhus ist ein sieben Hektar großer Blumen- und Freizeitpark auf der Insel Mors im Norden von Jütland (Dänemark). Der 1966 eröffnete Park liegt etwa 3 km südwestlich von Nykøbing Mors und ist Skandinaviens größter Themenpark dieser Art. An den Park angeschlossen ist ein Feriencenter mit Übernachtungsmöglichkeiten, Schwimmbad und Bowlingbahn.

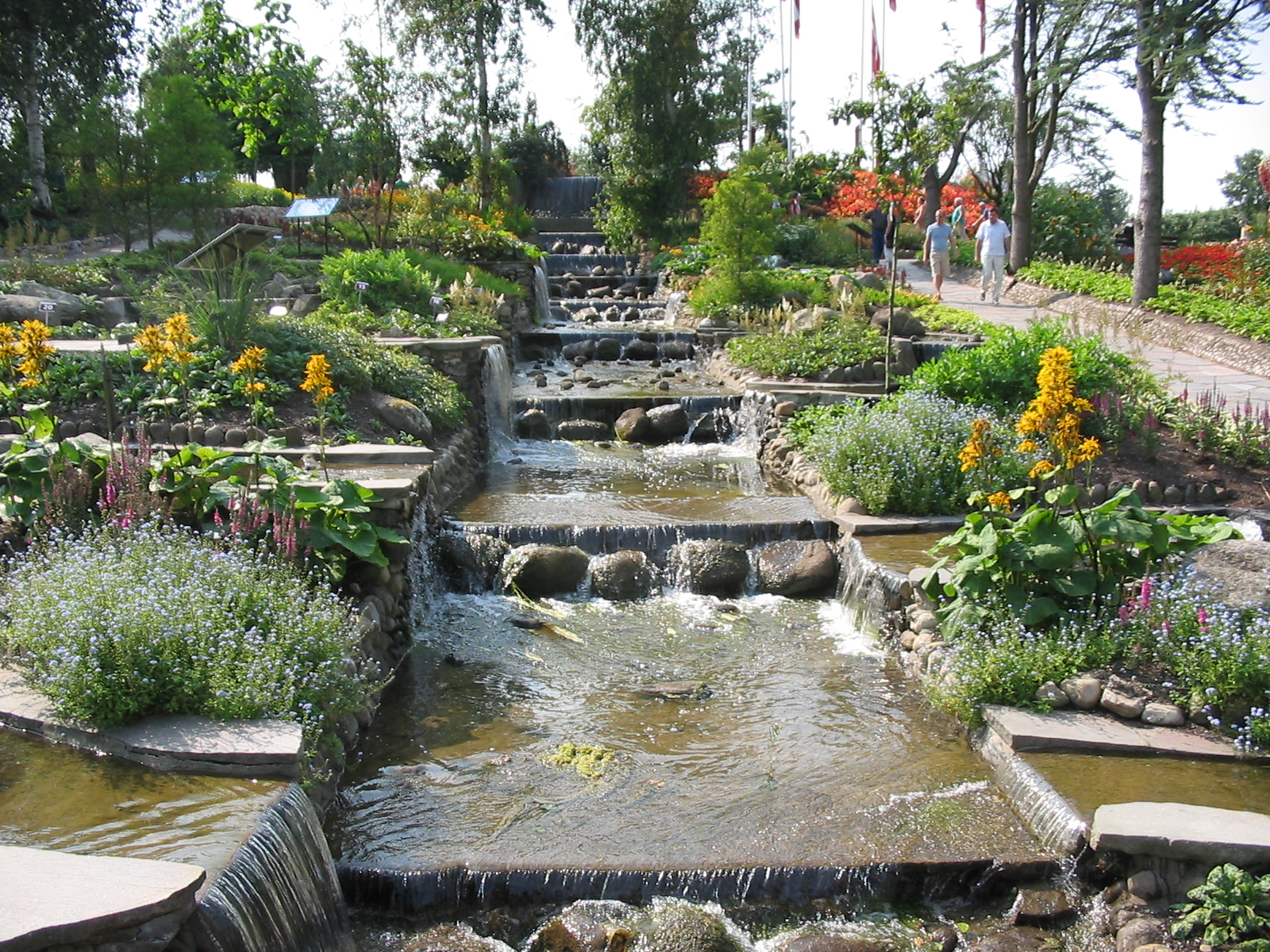
Jesperhus

## Aufteilung
Der Park ist in drei Bereiche aufgeteilt:
- Blumenpark – Dieser Bereich nimmt den größten Teil des Parks in Anspruch. Auf aufwändig angelegten Beeten befinden sich Staudengewächse, Sommerblumen und Kakteen umgeben von verschiedenen Wasserfällen und Bachläufen.
- Dschungel – Der Dschungelbereich des Parks bietet verschiedene Gewächshäuser sowie ein Terrarium mit Schlangen, Vögeln, Spinnen und Fröschen. Zudem werden Krokodile in ihrer Lebensumgebung gezeigt. Auch einen Orchideengarten bietet dieser Bereich.
- Vergnügungspark – Der Vergnügungspark ist relativ klein und überschaubar. Es werden lediglich einige kostenfreie Attraktionen für Kinder angeboten.